# Aerides thibautiana
Aerides thibautiana är en orkidéart som beskrevs av Heinrich Gustav Reichenbach. Aerides thibautiana ingår i släktet Aerides och familjen orkidéer.
Artens utbredningsområde är Sulawesi. Inga underarter finns listade i Catalogue of Life.